# Ван Фучжи
Ван Фучжи (王夫之, 7 жовтня 1619 — 18 лютого 1692) — кит. філософ-неоконфуцианець та вчений-енциклопедист часів падіння династії Мін.

## Життєпис
Народився 1619 року у м. Хен'ян повіту Хенчжоу провінції Хунань. Народився у родині вчених, з дитинства відрізнявся неабиякими здібностями. У 1633 році отримав нижчий вчений ступінь сюцай, 1642 року середню — цзюйжень. Подальшому розвитку його вченої кар'єри перешкодили події, пов'язані з падінням імперії Мін. Подібно двом іншим найбільшим китайським мислителям XVII ст Хуан Цзунсі і Гу Яньу, Ван Фучжи усіма доступними засобами чинив опір маньчжурам. У 1644 році відмовився вступити в ряди селянських повстанців на чолі з Лі Цзиченом. У 1648—1650 роках після воцаріння в Пекіні іноземної династії Цін (1644 рік) він брав участь у діяльності на півдні країни антицінського уряду на чолі з мінським принцом Чжу Юланом, гуй-ваном. У 1651 році Ван Фучжи повернувся на батьківщину, у провінцію Хунань, де провів там решту життя, ведучи усамітнений, відчужений від офіційних справ, спосіб життя. Помер у містечку Шичуаньшань 18 лютого 1692 року.

## Твори
Спектр інтересів Ван Фучжи надзвичайно широкий, це: філософія, історія, література, природничі науки. Настільки ж велика його плодючість, близька до рекордної в історії китайської філософії: їм написано понад 100 творів, з яких досі виявлено й опубліковано близько 70. За життя мислитель взагалі не публікувався. Перше зібрання його творів побачило світ у 1866 році завдяки відомому державному діячеві Цзен ГоФаню.
Найважливіші філософсько-теоретичні твори: «Чжоу і вай чжуань» ("Зовнішній коментар до «Чжоуських змін», 1656 рік), «Чжоу і ней чжуань» ("Внутрішній коментар до «Чжоуських змін», 1686 рік), «Шаншу іньі» ("Введення до «Високоповажного писання», після 1656 року), «Шигуан чжуань» ("Загальний коментар до «Канону віршів», після 1656 року), « Дуси шу да цюаньшо» («Міркування по прочитані „Чотирикнижжя“ у великій повноті пояснень», 1666 рік), «Чжан-цзи чженменчжу» («Коментарі до „Виправлення неосвіченої незрілості“ вчителя Чжан Цзая», приб. 1680 рік), «Сивеньлу» («Записи роздумів і питань», до 1680 року), «Лао-цзи янь» ("Розкриття «Лао-цзи», 1656—1673 роки), «Чжуан-цзи тун» ("Проникнення до «Чжуан-цзи», 1680 рік), «Сянцзун лосо» («Основи віровчення буддійської школи фасян», 1682 рік); природничо-історичні праці — «Хуан шу» («Жовта книга», 1656 рік), «Е мен» («Зловісний сон», 1683 рік), «Дутун цзяньлунь» ("Судження по прочитані «Загального свічада історії», 1688 рік), «Сунлунь» («Судження про епоху Сун», приб. 1688 рік).

## Філософія

### Загальні ідеї
Ван Фучжи висунув тезу «Велика порожнеча — єдина реальність» (тайсюй і шичже е), згідно з якою першооснову світобудови становить всеосяжне ємність «Велика порожнеча», що наповнена єдиною і незнищенною субстанцією — «пневмою» (ци), яка, динамічно трансформуючись, зменшуючись та розширяючись, утворює все різноманіття «тьми речей». На противагу школі Чен І — Чжу Сі, підкреслюючи першоосновний характер пневми, Ван Фучжи стверджував, що без неї ні «принципи» (лі) і «небо» (тянь), ні «серце» (сінь), ні «індивідуальна природа» (сін) не існують.
Ван Фучжи визнав спокій похідним від руху: «і рух і спокій — обидва є рух», розкривши механізм їх взаємодії в співвідношенні з універсальними силами світобудови інь і ян: «В русі народжується ян — це рух руху. У спокої народжується інь — це спокій руху».
Обґрунтовуючи єдність і на субстанціональному рівні «пневма — принцип», і на функціональному рівні «рух — спокій», Ван Фучжи розвинув методологічний принцип єдності протилежностей: «інь і ян не діють (сін) поодинці між небом і землею», вони «постійно проникають» одна в одну і в цілому «з'єднання двох протилежностей в єдиному є основою поділу єдиного на дві протилежності».
Втіленням єдності інь і ян як універсальної пари протилежностей виступало дао. У свою чергу, подібно Гу Яньу, він відстоював нерозривну єдність конкретних речей — «гарматних предметів» (ци) і дао початку, що їх упорядковує: «без гарматних предметів немає і їх дао». Результатом цього упорядкування (чжи) є доброчесність.

### Особистість та його інтереси
Плотські бажання і прагнення до користі (лі) філософ визначав як початок інь в людській психіці (серце), що перебуває у нерозривній єдності з початком ян й має бути йому підпорядковане. Початком же ян в людському серці є небесні принципи і прагнення до належної справедливості (і). Вважаючи останню «шляхом», тобто сутністю (дао) людини, Ван Фучжи все ж визнавав користь «функцією» (юн) людського існування.
Погоджувався з Хуан Цзунсі і Гу Яньу у визнанні «законного» характеру приватних інтересів, бажань і прагнень до вигоди, Ван Фучжи бачив у державній владі керівну силу, яка здійснює «генералізацію» (гун) всього індивідуального і егоїстичного до рівня загальних небесних принципів.

### Імператор та його підлеглі
Акцентував особливий статус верховного носія цієї влади — імператора: «правитель — господар духів і людей». Звідси випливає недоторканність найвищої особи, що не підлягає ніякій критиці з боку «простого люду» (шужень). Відповідно, вкрай негативним було ставлення Ван Фучжи до народних повстань, оскільки «немає в Піднебесній більшого зла, ніж вбивство підданими свого правителя». Вбивство правителя і його вигнання Ван Фучжи оцінював як рівні злочини.
Пропорційно збільшенню вагомості володаря Ван Фучжи применшував значущість народу: «простий народ — це потік забобонів, а потік забобонів — це птахи і звірі». Віднести простолюдинів до тваринного царства Ван Фучжи дозволяла китайська духовна традиція, в рамках якої антропоїдність визначалася культурними, а не біологічними ознаками. (Мен-цзи стверджував, що «те, завдяки чому людина відрізняється від птахів і звірів, зовсім незначно, простий народ втрачає це, а шляхетний чоловік зберігає»).
Маючи на увазі дане висловлювання Мен-цзи і стандартну опозицію «шляхетний чоловік — нікчемна людина» (цзюньцзи — сяожень), Ван Фучжи відмічав: «Якщо те, що відрізняє людину від птахів і звірів зберігає шляхетний чоловік, то втрачає це нікчемна людина. Однак у Мен-цзи не йдеться про незначну людину, а йдеться про простий народ; порок укладений не в нікчемній людині, а в простому народі. Коли нікчемна людина знаходиться в стані птахів і звірів, люди можуть покарати його. Коли ж простий народ перебуває в стані птахів і звірів, тоді не тільки не можна повністю покарати, але й немає здатних зрозуміти, що він робить зло. Тоді не лише не розуміють, що він робить зло, але й охоче звеличують його, віддаються взаємним вихвалянням і не сміють переступити через це»
За Ван Фучжи простий народ виявляється нижче нікчемної людини — традиційно негативного персонажа китайської ідеології. Хоча Ван і зараховував незначних людей, жінок і варварів до категорії інь всередині людського роду, в інших місцях він схилявся до ототожнення і варварів з птахами та звірами. Проблема проведення лінії між людським і тваринним світом тут мала аж ніяк не природничо-науковий, а саме соціально-культурний та політико-правовий зміст. За думкою Ван Фучжи, «благонадійність і належна справедливість — це шлях (дао) взаємовідносин між людиною і людиною, невірно поширювати їх на істот іншого роду».
«Чужорідного» ж варварів філософ виводив із стандартного для конфуціанства визначення людини, запропонованого Мен-цзи: людина «діє згідно з гуманністю і належною справедливістю». Ван Фучжи вказував, що варвари не знають гуманності і належної справедливості, а визнають тільки силу і, отже, не є людьми.

### Держава й право
Ван Фучжи вважав корисною і благою більш сучасну систему централізованих округів і повітів (цзюньсянь), ніж децентралізованих феодів (фенцзянь), тобто виступав як прямий антагоніст Хуан Цзунсі.
У питанні щодо пріоритету людей або законів, навпаки, займав компромісну позицію, відстоюючи однакову важливість тих і інших. Втім, він відзначав і природну першість людського фактора, що цілком узгоджувалося з його розумінням ролі головної людини — імператора як володаря вищої законодавчої, виконавчої та судової влади.
Ван Фучжи вважав, що закони повинні відповідати почуттям людей і бути по можливості простіше, а покарання — м'якше. Зокрема, він виступав проти таких витончених видів страти, як відсікання голови з її виставлянням на жердині для огляду, розчленування, розривання колісницями, мотивуючи це тим, що до смерті це нічого не додає, але зате може зашкодити моральним почуттям нащадків страченого.
В цілому Ван Фучжи ставив моральний закон вище юридичного і закликав до їх гармонізації, яка передбачена, зокрема, взаємодоповненням благопристойності (лі), тобто етико-ритуальних норм, і покарань (сін), тобто юридичних санкцій. При цьому необхідність дотримуватися законів і у верхах (фагуй цзешан) він поєднував з положенням, що «благопристойність не спускається до простих людей», а «покарання не піднімаються до сановників».
Виходячи з примату етики над правом, Ван Фучжи узагальнив конфуціанську ідею «приховування» (інь), тобто неінформування або відмову від показань з моральних міркувань.